# Atlas zbuntowany
Atlas zbuntowany (Atlas Shrugged) – powieść Ayn Rand wydana w 1957 roku, prezentująca filozofię obiektywistyczną. Tytuł powieści nawiązuje do postaci Atlasa z mitologii greckiej podtrzymującego sklepienie niebieskie na swoich barkach. Po ukazaniu się, książka spotkała się głównie z negatywnymi recenzjami, jednak pomimo tego zdobyła długotrwałą popularność.

## Historia utworu
Pierwotnie autorka chciała pokazać idee indywidualizmu opisane w utworze Źródło w odniesieniu do polityki i ekonomii. Po rozwinięciu tej myśli autorka postanowiła opisać "strajk umysłu" po to, żeby "pokazać rolę wybitnych jednostek w społeczeństwie".

## Opis fabuły
Powieść opisuje losy wybitnych jednostek: wynalazców, przedsiębiorców, bankierów, którzy w proteście przeciwko kolejnym regulacjom państwowym, zmierzającym do odebrania im wolności tworzenia oraz praw do swoich dzieł postanawiają dołączyć się do strajku dowodzonego przez Johna Galta. W tym czasie władze państwa, wprowadzające kolejne regulacje, doprowadzają do coraz poważniejszego kryzysu ekonomicznego i społecznego.